# Tuomas Grönman
Tuomas Oskar Grönman (* 22. března 1974, Viitasaari) je bývalý finský lední hokejista, obránce. S finskou reprezentací získal bronzovou medaili na olympijských hrách v Naganu roku 1998. Finskou nejvyšší soutěž hrál za kluby Lukko Rauma, Turun Palloseura (TPS) a Jokerit Helsinky. V roce 1995 se stal s TPS mistrem Finska. Čtyři sezóny strávil v zámoří, NHL si zahrál za Chicago Blackhawks a Pittsburgh Penguins, celkem v NHL odehrál 38 utkání (+1 ve Stanleyově poháru), v nichž zaznamenal 4 body. Většinu času v zámoří strávil na farmách, ve WHL, IHL a AHL. Kariéru byl nucen ukončit předčasně kvůli zranění, ve věku 29 let. Po skončení hráčské kariéry vystudoval psychologii na univerzitě v Turku. V současnosti pracuje jako sportovní psycholog ve společnosti Tuomas Grönman Oy, kterou založil. V sezóně 2012–2013 působil také v trenérském štábu finské reprezentace do 17 let. Objevuje se také jako odborný komentátor televizních hokejových přenosů, psal rovněž sloupky pro časopis Ice Hockey.